# بيتر وايت (لاعب كرة قدم أسترالية)
بيتر وايت (بالإنجليزية: Peter White)‏ هو لاعب كرة قدم أسترالية أسترالي، ولد في 11 يوليو 1970، وتوفي في 2 نوفمبر 1996 في Port Campbell Bay ‏ في أستراليا بسبب غرق.

## وصلات خارجية
- بيتر وايت على موقع AustralianFootball.com (الإنجليزية)
- بيتر وايت على موقع AFLtables.com (الإنجليزية)